# Hymenasplenium volubile
Hymenasplenium volubile är en svartbräkenväxtart som först beskrevs av N. Murak. och R. C. Moran, och fick sitt nu gällande namn av L.Regalado och Prada. Hymenasplenium volubile ingår i släktet Hymenasplenium och familjen Aspleniaceae. Inga underarter finns listade.